# ゲピロン
ゲピロン(Gepirone)は、アザピロン系の抗うつ薬、抗不安薬である。アザピロン系の他の薬剤と比べ、5-HT1A受容体の選択的パーシャルアゴニストとして作用する。アメリカ合衆国で開発されたが、第三相の臨床試験をクリアできず、承認されなかった。その結果、商標名まで決まっていたものの、ゲピロンは市場には出されなかった。
ゲピロンは、ブリストル・マイヤーズ スクイブが開発したが、1993年にFabre-Kramerにライセンスされた。アメリカ食品医薬品局(FDA)はゲピロンの承認を2004年に拒絶した。2007年5月には、FDAが2004年に要請した追加の書類を添えて、再び事前登録の申請がなされたが、再び拒絶された。

## 合成
Ormaza, V. A.; 1986, ES 8606333